# Postplatyptilia huigraica
Postplatyptilia huigraica là một loài bướm đêm thuộc họ Pterophoridae. Nó được tìm thấy ở Brasil, Colombia, Costa Rica, Ecuador, Peru và Venezuela.
Sải cánh dài 14–15 mm. Con trưởng thành bay vào tháng 2, tháng 6, tháng 8, và từ tháng 10 đến tháng 12.